# Davide Reviati
 (octobre 2018).
Si vous disposez d'ouvrages ou d'articles de référence ou si vous connaissez des sites web de qualité traitant du thème abordé ici, merci de compléter l'article en donnant les références utiles à sa vérifiabilité et en les liant à la section « Notes et références ».
Davide Reviati, né à Ravenne en 1966 est un illustrateur et un auteur de bandes dessinées italien.
Il a collaboré avec Il Mucchio Selvaggio, Lo Straniero, La Nuova Ecologia et Blue. Ses dessins ont paru dans Il Manifesto, La Stampa et L'Unità

## Œuvres
En italien
- Sputa tre volte, Coconino/Fandango, 2016

En français
- Morti di sonno, Coconino Press, 2009
- État de veille, Casterman, 2011
- Oublier Tiananmen, Cambourakis, 2012
- La villa sur la falaise, Casterman, 2012
- Crache trois fois, Ici Même, 2017

## Récompenses
- 2009 : prix Romics du meilleur album italien (Rome).
- 2010 : prix Micheluzzi de la meilleure bande dessinée pour État de veille (Naples).
- 2011 : prix Diagonale du meilleur album étranger (d'Ottignies-Louvain-la-Neuve)[1].
- 2012 : prix dBD Award Meilleur album étranger (Paris).
- 2016 : 
  - Premio Lo Straniero,
  - Premio Boscarato come Miglior autore per Sputa tre volte.
- 2017 : prix Micheluzzi du meilleur scénariste pour Crache trois fois.
- 2018 : sélection officielle au festival d’Angoulême avec Crache trois fois.